# Potit Valeri Messal·la
Potit Valeri Messal·la (en llatí Potitus Valerius Messalla) va ser un magistrat romà que va viure a finals de la república romana i a l'època d'August.
Va ser cònsol sufecte l'any 29 aC i se suposa que era el pare del cònsol Luci Valeri Messal·la Volès.
Potit era el nom d'una de les famílies més antigues i més famoses de la gens Valèria. La família Potita va desaparèixer a l'època de les guerres samnites, però es va recuperar el nom per la gens Valèria, com a praenomen.
Potit Valeri Messal·la va ser probablement qüestor a Àsia en una data imprecisa. També va ser pretor urbà l'any 32 aC, i elegit membre dels 'Quindecimviri sacris faciundis l'any 31 aC i cònsol l'any 29 aC. Va ser el primer cònsol que, personalment, amb motiu de la tornada d'August d'Egipte, va sacrificar bous en favor del poble i del senat romà.